# Górnik 09 Mysłowice
Górnik 09 Mysłowice – klub sportowy założony w 1909 roku w Mysłowicach na Górnym Śląsku. Jest jednym z najstarszych klubów w Polsce.

## Historia
30 maja 1909 roku, dyrektor Kopalni Węgla Kamiennego „Mysłowice” (Myslowitzergrube) Otto Fritsch założył Klub Sportowy Mysłowice 1909 – obecny Klub Sportowy Górnik 09 Mysłowice, stając się zarazem pierwszym prezesem klubu. 
Mysłowice 1909 na początku prowadził tylko jedną sekcję: piłkę nożną, w której skupiał głównie górników Kopalni Mysłowice. 
Klub od początku istnienia był związany z Kopalnią Mysłowice, znaczną większość zawodników wszystkich sekcji stanowili jej pracownicy i ich rodziny.
Przy Górniku 09 działało wiele sekcji: boks, tenis ziemny, hokej, motocross, kolarstwo, szachy, lekkoatletyka, sekcja pływacka, tenisa stołowego i piłka nożna. Te sekcje działały bardzo prężnie – klub liczył się w kraju, a drużyna szachowa mysłowickiej „zero-dziewiątki” przez wiele lat była najmocniejszą w kraju. Także w tenisie stołowym Kocina była czołowym klubem w Polsce. Drużyna hokeja na lodzie Górnika 09 Mysłowice występowała w I lidze. Także sekcja kolarska miała sukcesy, m.in. zawodnik Kociny – Czarnecki zajął 3. miejsce w wyścigu Tour de Pologne. Były także medale mistrzostw Polskich w motocrossie. Dwóch bokserów w barwach Górnika 09 Mysłowice zdobyło mistrzostwo Polski.

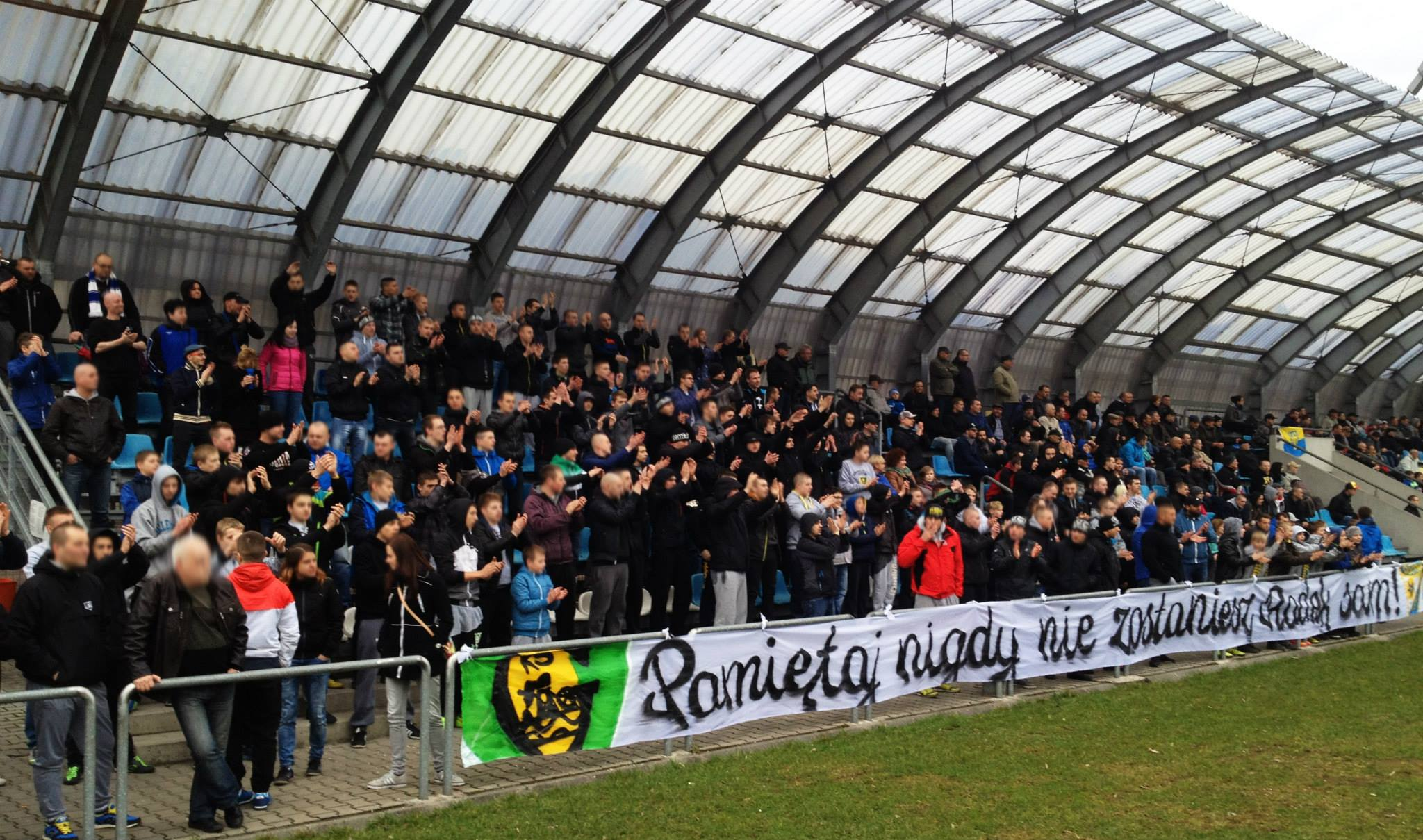
Kibice Górnika 09 podczas meczu

Sekcja piłki nożnej grała najwyżej na trzecim poziomie rozgrywkowym (wówczas III liga, obecnie II liga). Ponadto, Górnik był blisko awansu do II ligi (obecna I liga), ale w decydującym spotkaniu przegrał 1-0 z GKS-em Tychy.
Górnik 09 Mysłowice wychował kilku czołowych polskich zawodników i reprezentantów, w piłce nożnej m.in.: Jerzy Wijas (17-krotny reprezentant Polski), Wojciech Grzyb (wieloletni kapitan Ruchu Chorzów), czy Franciszek Sput. 
W Górniku 09 funkcjonowały także sekcje: szermierki, gimnastyczna, piłki ręcznej, koszykówki, siatkówki czy jeszcze na początku XXI wieku sekcja żeglarska. Po kilku latach te sekcje upadły. 
Największe sukcesy klub odnosił w czasach PRL-u oraz w okresie międzywojennym (III poziom rozgrywek).

## Zarząd klubu
- Prezes: Adam Kaczyński
- Wiceprezes ds. sportowych: Grzegorz Kupich
- Wiceprezes ds. organizacyjnych: Joanna Frysztacka
- Członek zarządu: Kazimierz Koperczak
- Członek zarządu: Łukasz Kocur
- Członek zarządu: Sylwia Ociepka
- Członek zarządu: Izabela Stachoń

## Komisja Rewizyjna
- Przewodniczący: Ewelina Aksamit
- Wiceprzewodniczący: Wojciech Chmiel
- Członek: Mirosława Piechota

## Galeria

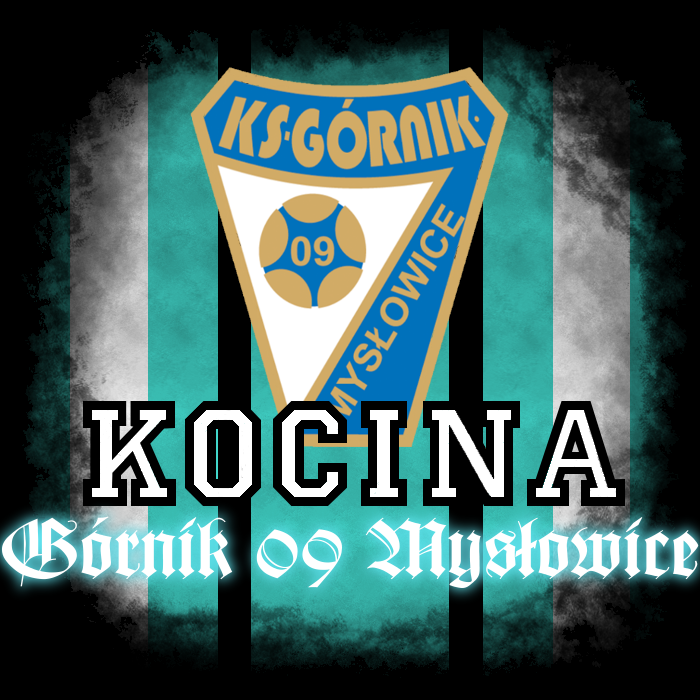
Górnik 09 Mysłowice
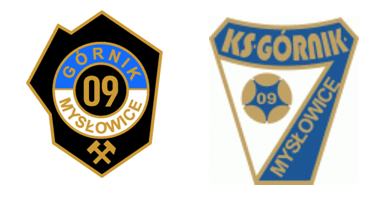
Po lewej pierwotny herb Górnika 09, a po prawej aktualny
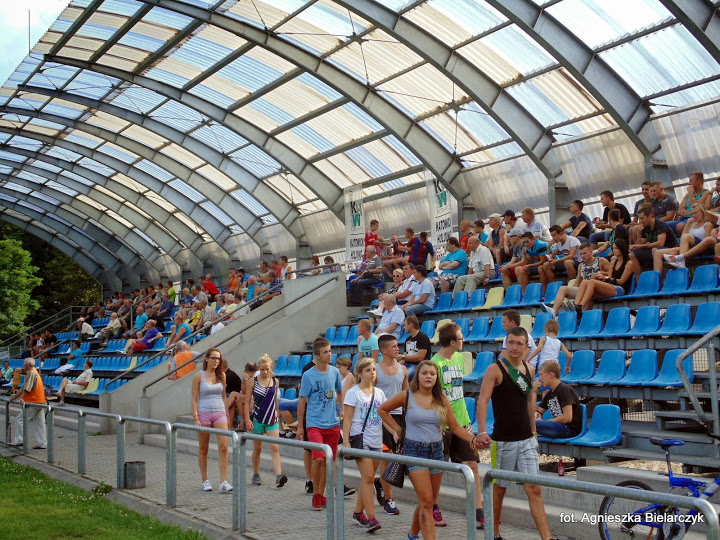
Kibice klubu
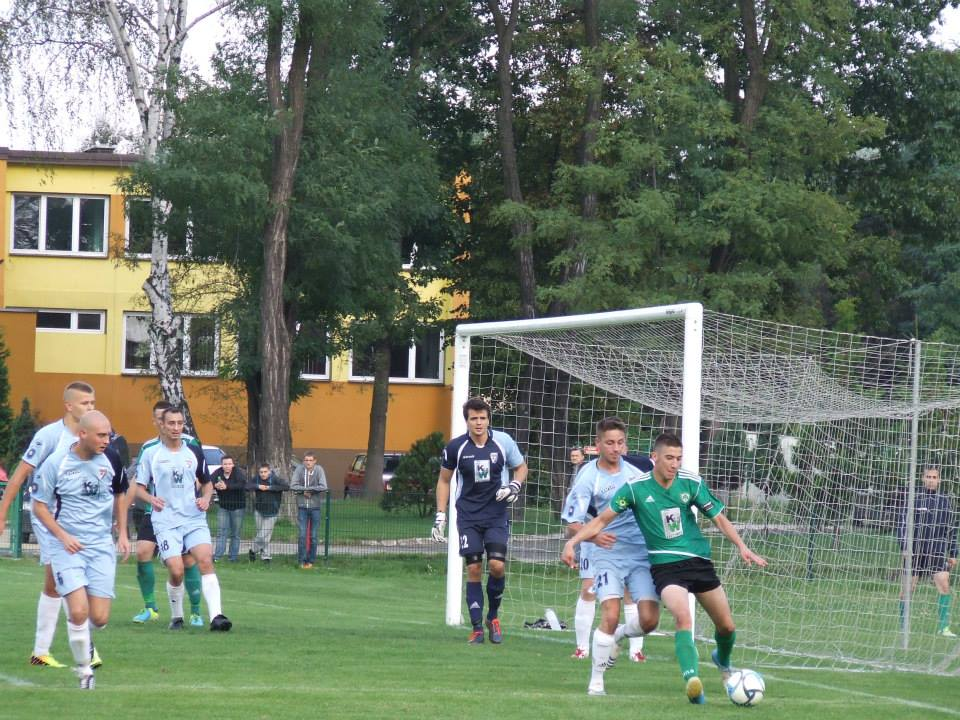
Górnik 09 w strojach błękitnych, a na zielono-czarno – AKS Niwka Sosnowiec (mecz w Sosnowcu)
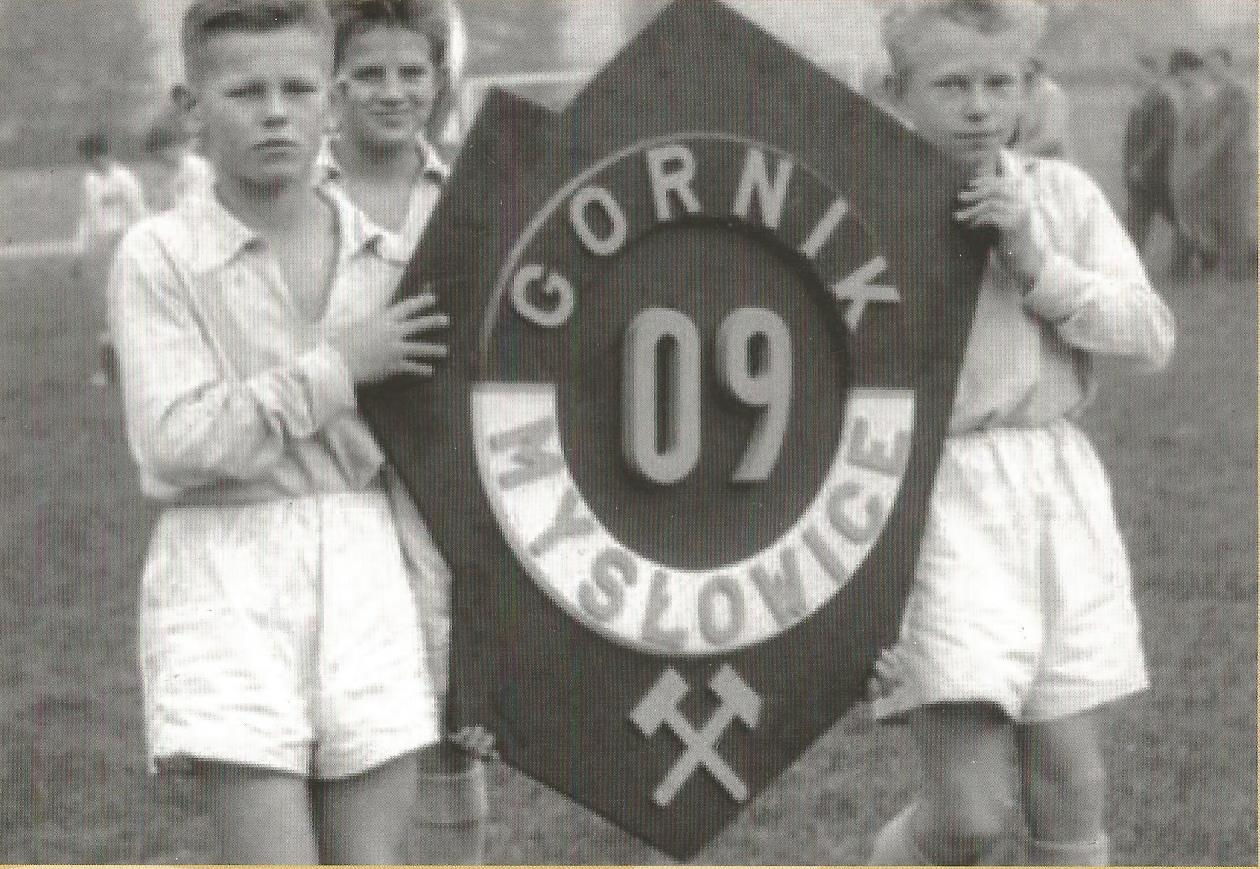
Stary herb Górnika 09 trzymany przez dzieci